# De Profundis (Wilde)

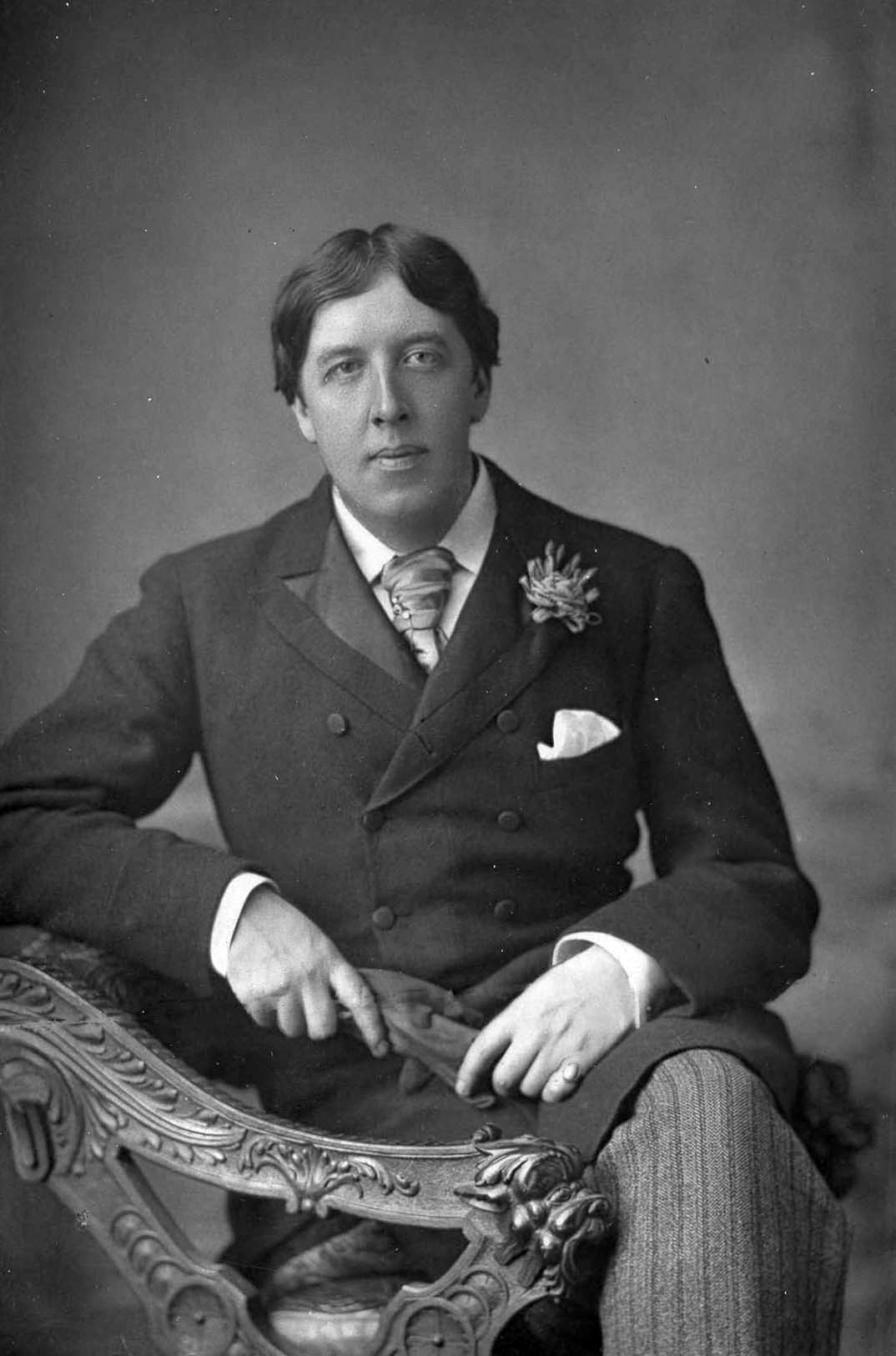
Oscar Wilde 1889, Aufnahme von W. & D. Downey.

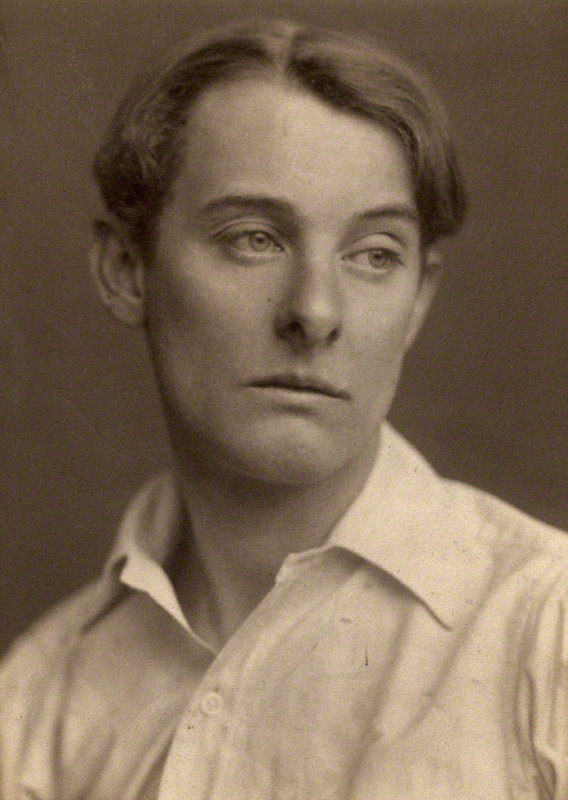
Alfred Douglas 1903, Aufnahme von George Charles Beresford.

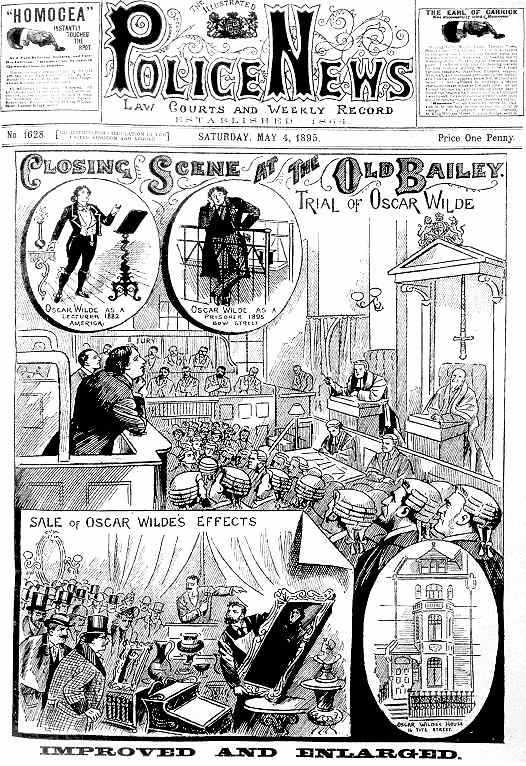
Der Prozess gegen Wilde in The Illustrated Police News vom 4. Mai 1895.

De Profundis ist ein offener Brief, den der irische Schriftsteller Oscar Wilde zwischen 1895 und 1897, während seiner Inhaftierung in verschiedenen englischen Zuchthäusern an seinen früheren Freund und Liebhaber Lord Alfred Bruce Douglas schrieb. Der Name der Schrift, die etwa 50.000 Wörter umfasst, ist dem Psalm 130 entnommen: „De profundis clamavi ad te Domine.“ – „Aus der Tiefe rief ich, Herr, zu Dir“.

## Entstehung
Die Entstehung von De Profundis markiert den Tiefpunkt in Wildes Leben. Am 25. Mai 1895 war er wegen Unzucht – als welche damals unter Strafe stehende homosexuelle Praktiken erachtet wurden – zu zwei Jahren Zuchthaus mit schwerer körperlicher Zwangsarbeit verurteilt worden. Wegen des Skandals um seine Kontakte zu männlichen Prostituierten hatte seine Frau mit den gemeinsamen Kindern das Land verlassen. Während Wildes Inhaftierung starb 1896 seine Mutter Jane Francesca Elgee. Zudem wurde er für bankrott erklärt, und die schweren Haftbedingungen schädigten seine Gesundheit so sehr, dass er sich nie mehr vollständig erholte.
Wilde war nacheinander in den Zuchthäusern von Pentonville, Wandsworth und Reading inhaftiert. Es wurde ihm nicht gestattet, den Brief aus dem Zuchthaus abzusenden, er konnte ihn aber nach dem Ende seiner Strafe mitnehmen und überließ das Werk seinem Freund und Lektor Robert Baldwin Ross mit der Bitte, Alfred Douglas eine Kopie zukommen zu lassen. Ob Ross dieser Bitte nachgekommen ist, ließ sich nie klären. Douglas bestritt, den Brief je erhalten zu haben.

## Publikationsgeschichte
1905, etwa vier Jahre nach Wildes Tod, erschien bei S. Fischer in Berlin eine von Max Meyerfeld herausgegebene und eingeleitete Buchausgabe, der eine Veröffentlichung in der ebenfalls von Fischer verlegten Neuen Rundschau (Bd. 16, Nr. 1–2, Jan.–Febr. 1905) vorausging. Das Buch erschien am 11. Februar 1905 oder wenige Tage zuvor. Es kam somit um ca. zwei Wochen der englischen, weitaus kürzeren Ausgabe zuvor, zu der Ross sich dann doch entschlossen hatte und die am 23. Februar 1905 ausgeliefert wurde. In der Ausgabe von Wildes gesammelten Werken aus dem Jahr 1908 ist eine etwas längere Version enthalten. Ross überließ das Original schließlich dem British Museum unter der Bedingung, dass es nicht vor 1960 veröffentlicht werden solle. 1949 gab Wildes Sohn Vyvyan Holland eine weitere Version des Briefes heraus. Sie enthielt die zuvor unveröffentlichten Teile, beruhte jedoch auf einer zum Teil fehlerhaften Schreibmaschinenkopie, die Ross Holland hinterlassen hatte. Erstmals vollständig und korrekt publiziert wurde das Manuskript 1962 in dem Band The Letters of Oscar Wilde. Diese Version des Briefes wurde unter dem Titel De Profundis; Epistola: In Carcere et Vinculis (dt. Aus der Tiefe; Epistel: In Gefangenschaft und Fesseln) in die um weitere Briefe erweiterte Ausgabe The Complete Letters of Oscar Wilde (London und New York, Volume I von 2000) aufgenommen. Neuübersetzungen ins Deutsche erschienen 1966 als De Profundis (Übersetzerin Hedda Soellner) und 2023 unter dem Titel Aus der Tiefe (Hanser Verlag, Übersetzer Mirko Bonné).

## Inhalt
In De Profundis betrachtet Wilde sein bisheriges Leben kritisch und beschreibt es als oberflächlich und hedonistisch. Er schildert die Haftbedingungen, zum Beispiel den Tag, an dem er in Handschellen unter den Augen einer spottenden Menge am Bahnhof Clapham Junction stehen musste, und seinen nach vielen Leiden nun demütigen emotionalen Zustand. Nach einer finanziellen Bestandsaufnahme („I am completely penniless, and absolutely homeless.“ Deutsch: „Ich bin völlig mittellos und absolut obdachlos.“) kommentiert er, dass ihm in der kommenden schweren Zeit weder Moral noch Religion oder Vernunft helfen werden. Dem Adressaten Alfred Douglas macht er bittere Vorwürfe. Gleichzeitig ist De Profundis eine Apologie für Wildes Leben; er führt an, mit seinem Aufstieg und Fall sei er ein Mann, der in symbolischer Beziehung zu der Kunst und Kultur seines Zeitalters stand.